# Paskov
Paskov är en stad i Tjeckien. Den ligger i den östra delen av landet, 280 km öster om huvudstaden Prag. Paskov ligger 253 meter över havet och antalet invånare är 3 754.
Terrängen runt Paskov är huvudsakligen platt, men söderut är den kuperad.Runt Paskov är det tätbefolkat, med 493 invånare per kvadratkilometer. Närmaste större samhälle är Ostrava, 11,4 km norr om Paskov. Runt Paskov är det i huvudsak tätbebyggt.